# Drage (Basse-Saxe)
Pour les articles homonymes, voir Drage.
Drage est une municipalité allemande du land de Basse-Saxe, située dans l'arrondissement de Harburg.